# Cláusula Leonina
Cláusula Leonina ou cláusula abusiva é aquela em que se estabelece uma relação desproporcional de vantagens e desvantagens entre as partes envolvidas. Geralmente, a cláusula abusiva pode ser observada em contratos.

## Origem do Termo
A expressão “cláusula leonina” remete à fábula de Esopo, em que: “um cavalo, uma cabra e uma ovelha haviam feito um acordo com um leão e caçaram um cervo. Partindo-o em quatro partes, e querendo cada um levar a sua, disse o leão: a primeira parte é minha, pois é meu direito como leão; a segunda me pertence porque sou mais forte que vós; a terceira também levo porque trabalhei mais que todos; e quem tocar a quarta me terá como inimigo, de modo que tomou todo o cervo para si”.
De tal forma assim se sucedeu, que o contrato narrado se mostrou extremamente prejudicial aos outros e de grande vantagem ao leão.

## Cláusula Abusiva no Direito Civil
O contrato, segundo sua definição clássica, é um negócio jurídico bilateral ou plurilateral que visa à criação, modificação ou extinção de direitos e deveres com conteúdo patrimonial, sendo assim a fonte principal do direito das obrigações.  
Os contratos são regidos pelo princípio da autonomia da vontade, que é a liberdade de contratar segundo interesses próprios, discutir as condições contratuais e escolher o tipo de contrato. Contudo, conforme diz o artigo 421 do Código Civil, tal liberdade tem limite na função social dos contratos [], uma vez que a equidade, a razoabilidade e a justiça contratual devem sempre ser valorizados, protegendo a parte vulnerável na relação. Outro limitador da autonomia da vontade é o princípio da boa-fé objetiva, que é o entendimento de que as partes devem agir com lealdade, confiança e colaboração, previsto no artigo 422 do CC. 
Esses quatro princípios permitem compreender o contexto em que as “cláusulas abusivas” se inserem. Também conhecida por “cláusula leonina”, a expressão tem por objetivo delimitar o conceito de um direito que foi lesado em relação a uma das partes de um contrato. Numa relação de direitos e obrigações das partes contratantes, a cláusula abusiva é aquela que prejudica de forma exorbitante uma delas, ferindo o princípio da boa-fé.
O abuso está no desequilíbrio entre a prestação e a contraprestação, o que pode gerar prejuízo ou onerosidade excessiva a uma das partes, de modo que é possível afirmar a relação entre vulnerabilidade e o abuso do direito como instrumento fundamental da cláusula abusiva, colocando uma parte em desvantagem exagerada frente à outra.

## Cláusulas Abusivas nas Relações de Consumo
A relação desproporcional de vantagens e desvantagens é muito presente nos contratos de consumo, e seus direitos podem ser garantidos pelo Código de Defesa do Consumidor (CDC). Ele foi criado visando o equilíbrio contratual e a proteção do consumidor, parte hipossuficiente nas relações de consumo, segundo os mesmos princípios da função social do contrato e da boa-fé limitantes do princípio da autonomia da vontade, presentes no CC.
Assim, as relações de consumo são reguladas por meio de padrões de conduta, prazos e penalidades de forma administrativa, legislativa ou judicial. O CDC determina, por exemplo, que o consumidor não está obrigado a seguir o contrato caso ele não tenha conhecimento prévio sobre o seu conteúdo ou se sua compreensão estiver difícil pela forma como foi escrito, e que as cláusulas do contrato terão interpretação favorável a ele.
O artigo 51 do CDC traz um rol exemplificativo de cláusulas abusivas, que são absolutamente nulas e podem gerar o dever de reparar. A nulidade referida pelo artigo é uma nulidade de pleno direito (ou absoluta), dado que é uma tutela de ordem pública e interesse social, justificada e afirmada pela intervenção Estatal, de forma que esse tipo de vício pode ser até conhecido de ofício por um juiz. 
São exemplos de cláusulas abusivas, segundo o rol do Código, aquelas em que retiram a responsabilidade do fornecedor dos vícios de seus produtos ou que impliquem na renúncia ou perda de direitos; transfiram responsabilidades a terceiros; coloquem o consumidor em posição de desvantagem; não concedam reembolso a valores já pagos (nos casos em que o CDC estabelece previsão); autorizem o fornecedor a cancelar o contrato de forma unilateral, sem que haja o mesmo direito em relação ao consumidor; estabeleçam obrigações fazendo com que o consumidor esteja em posição bastante desvantajosa; permitam a violação de normas ambientais; estabeleçam inversão do ônus da prova em prejuízo do consumidor; imponham representante para realizar negócio jurídico ou terminá-lo no lugar do consumidor, entre outros.
Por fim, o artigo 54 do CDC versa sobre os contratos de adesão e determina que eles devem ser redigidos de forma clara, em caracteres ostensivos e legíveis e devem ser destacados os trechos que implicam em limitação de direito do consumidor. 
Para que se reconheça uma vantagem exagerada, o CDC também limita algumas operações, como a ofensa aos princípios fundamentais do Direito a que pertence, a restrição de direitos/obrigações fundamentais à natureza do contrato (ameaçando, portanto, o objeto/equilíbrio contratual); e, a grande onerosidade ao consumidor (tendo em vista o tipo e conteúdo do contrato, o interesse das partes, entre outras questões). Entretanto, a nulidade de uma cláusula abusiva não necessariamente invalida o contrato; presume-se que ele seja inválido quando decorrer um ônus excessivo por qualquer uma das partes, ainda que se esforce pela integração.

### Abusividade nas Cláusulas Contratuais Gerais e nos Contratos de Adesão
As cláusulas contratuais gerais são as disposições que uma pessoa estabelece de modo unilateral e uniforme para o fim de regular futuras relações jurídicas contratuais que venha a construir.  Elas são pré determinadas, unilaterais e gerais, pois apenas uma das partes formula cláusulas com conteúdo uniforme que podem se encaixar em várias situações e hipóteses contratuais. Assim, ao invés de fazer um contrato para cada consumidor, elabora-se um contrato que se encaixa na relação de consumo com todos.
Com a industrialização e a massificação de produção, essas cláusulas passaram a ser usadas para simplificar o contrato e economizar tempo e custos, facilitando a contratação e o consumo em massa. É notável a sua utilidade para assegurar de forma rápida e a um número bastante elevado de pessoas, a prestação de serviços como o de transporte coletivo, fornecimento de água, gás, luz, serviços telefônicos etc.  
Contratos de adesão são a concretização das cláusulas contratuais gerais. O consumidor que assina um contrato de adesão aceita todas as cláusulas pré definidas, formuladas pela outra parte. O consentimento se manifesta apenas como adesão a um conteúdo pré estabelecido. Assim, as cláusulas gerais de contratação se tornarão contrato de adesão, dinâmicas, se e quando forem aceitas pelo aderente.  
O contrato de adesão, contudo, se caracteriza pela ausência de qualquer discussão a respeito das cláusulas predispostas, enquanto as cláusulas contratuais gerais são estabelecidas por um dos contratantes e não implicam necessariamente a impossibilidade da discussão de suas disposições. 
Assim, as cláusulas contratuais gerais e os contratos de adesão são associados às cláusulas abusivas pois eles têm como característica a unilateralidade, que coloca uma das partes em posição vantajosa. Por isso, podem violar os princípios da função social dos contratos e da boa-fé, configurando abusividade.